# Paul Shirley
Paul Murphy Shirley (Redwood City, 23 dicembre 1977) è un ex cestista statunitense.